# Mårtensro
Mårtensro är ett villaområde i som växt upp mellan Sidsjö och Böle i sydvästra Sundsvall. Området har fått sitt namn efter ett torp som fram till mitten av 1900-talet fanns här. Norr om Mårtensro, mot den äldre bebyggelsen i Sidsjö, rinner Mårtensbäcken.